# Julij Melgunov

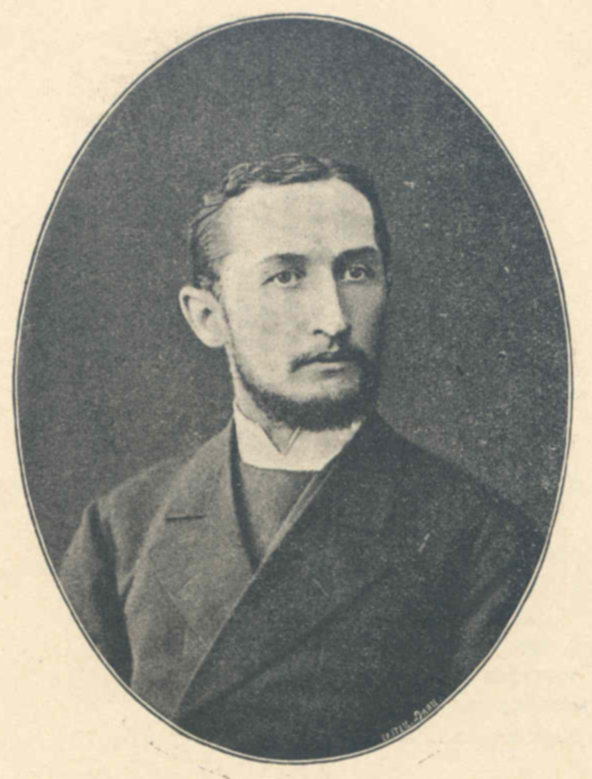
Julij Melgunov.

Julij Nikolajevitj Melgunov (ryska: Ю́лий Никола́евич Мельгуно́в), född den 30 augusti 1846 i guvernementet Kostroma, död den 19 mars 1893 i Moskva, var en rysk pianist och musikteoretiker. 
Melgunov studerade piano för Adolph von Henselt och Nikolaj Rubinstein samt rytmik för Rudolf Westphal i Moskva. Resultatet av dessa studier var utgivandet av en samling Bachska fugor, fingersatta efter Westphals metod. På harmonins område anslöt sig Melgunov till den av Arthur von Oettingen lanserade harmoniska dualismen och utgav 1879 en samling ryska folkvisor med nationell harmonisering.